# Piz Tasna
Der Piz Tasna ist ein 3179,3 m ü. M. hoher Berggipfel in der Silvretta im Schweizer Kanton Graubünden (Gemeinde Scuol).
Er liegt am nördlichen Ende einer meist nord-südlich verlaufenden Bergkette zwischen den Tälern Val Tasna im Westen und Val Laver, einem Seitental des Val Sinestra, im Osten. Die Spitze liegt wenig südöstlich der schweizerisch-österreichischen Grenze. Südlich auf dem Bergkamm befinden sich der Piz Nair (2966 m) und der Piz Minschun (3068,2 m). Der Piz Tasna überragt das Engadin bei Scuol um fast 2000 m. Auf der Nordflanke erstreckt sich der Gletscher Vadret da Tasna, an welchem die Tasnan und weitere Bäche entspringen.
Die Erstbesteigung erfolgte 1849 durch Johann Wilhelm Coaz.
Stützpunkt für eine Besteigung ist unter anderem die Heidelberger Hütte. Von dort aus geht es zu Fuß oder mit Tourenski in ca. 5 Std. auf den Gipfel.

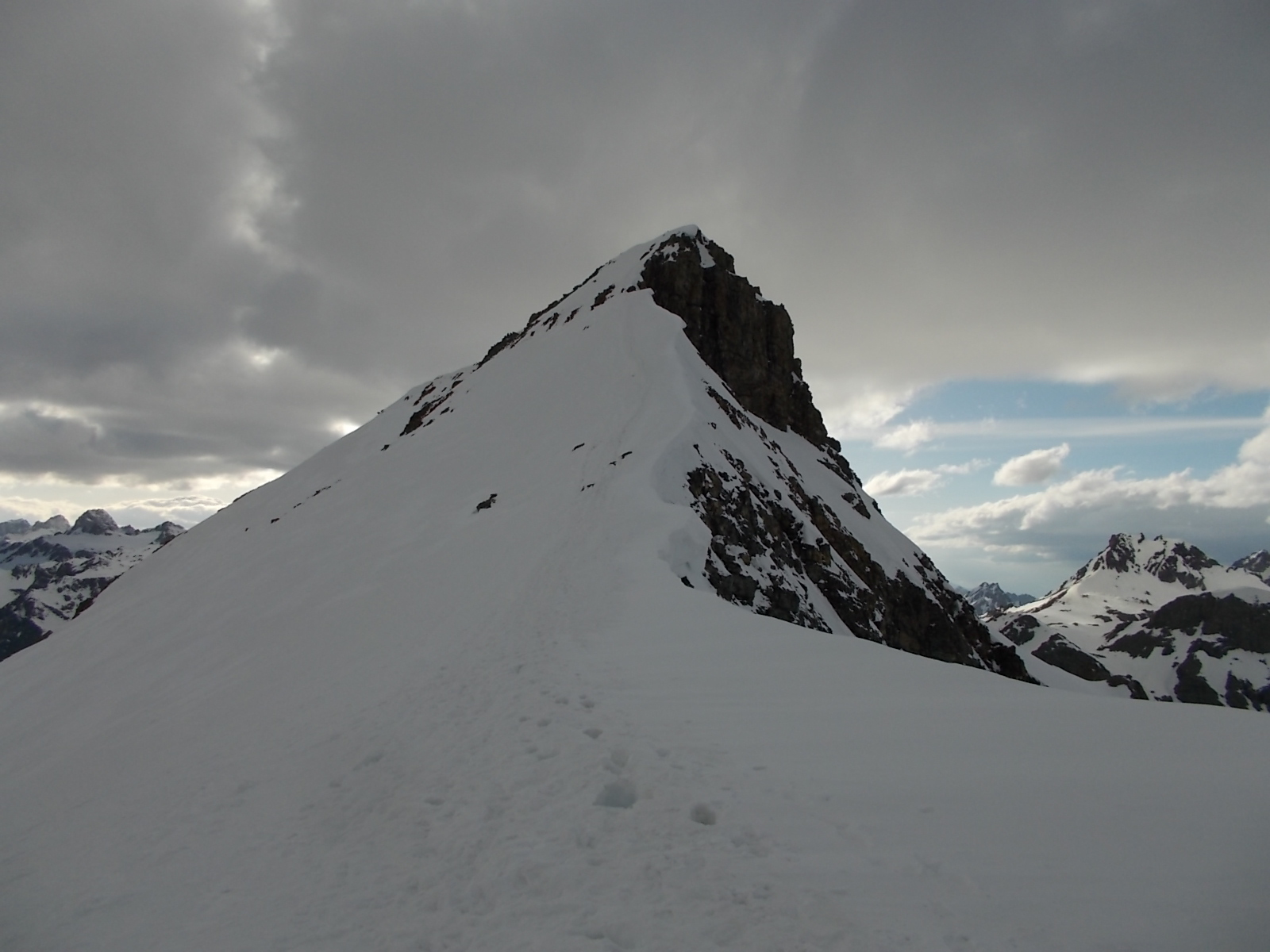
Blick vom Skidepot an der Ostseite zum Gipfelgrat
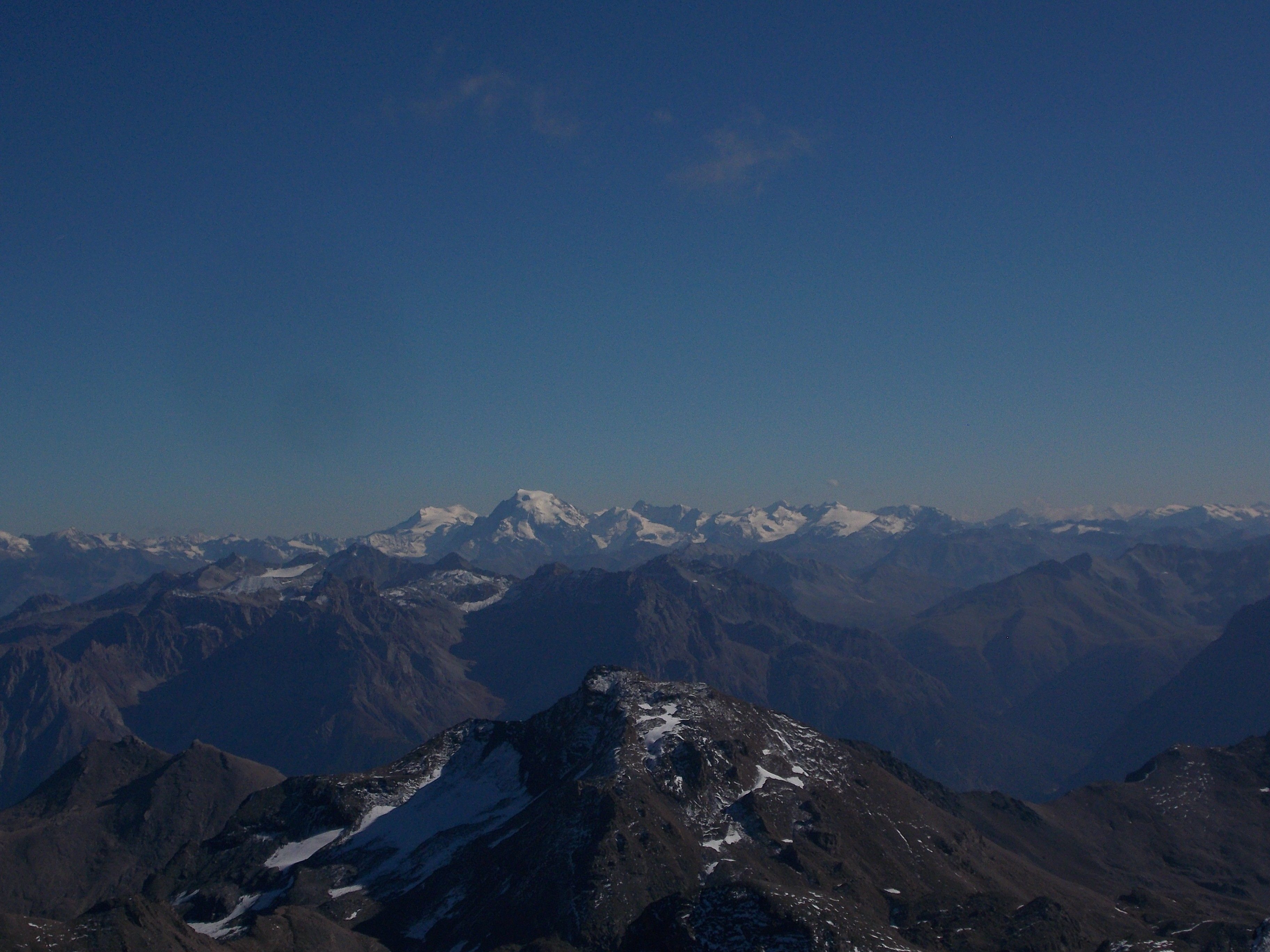
Piz Tasna (vorn) vom Fluchthorn, Ortlermassiv im Hintergrund
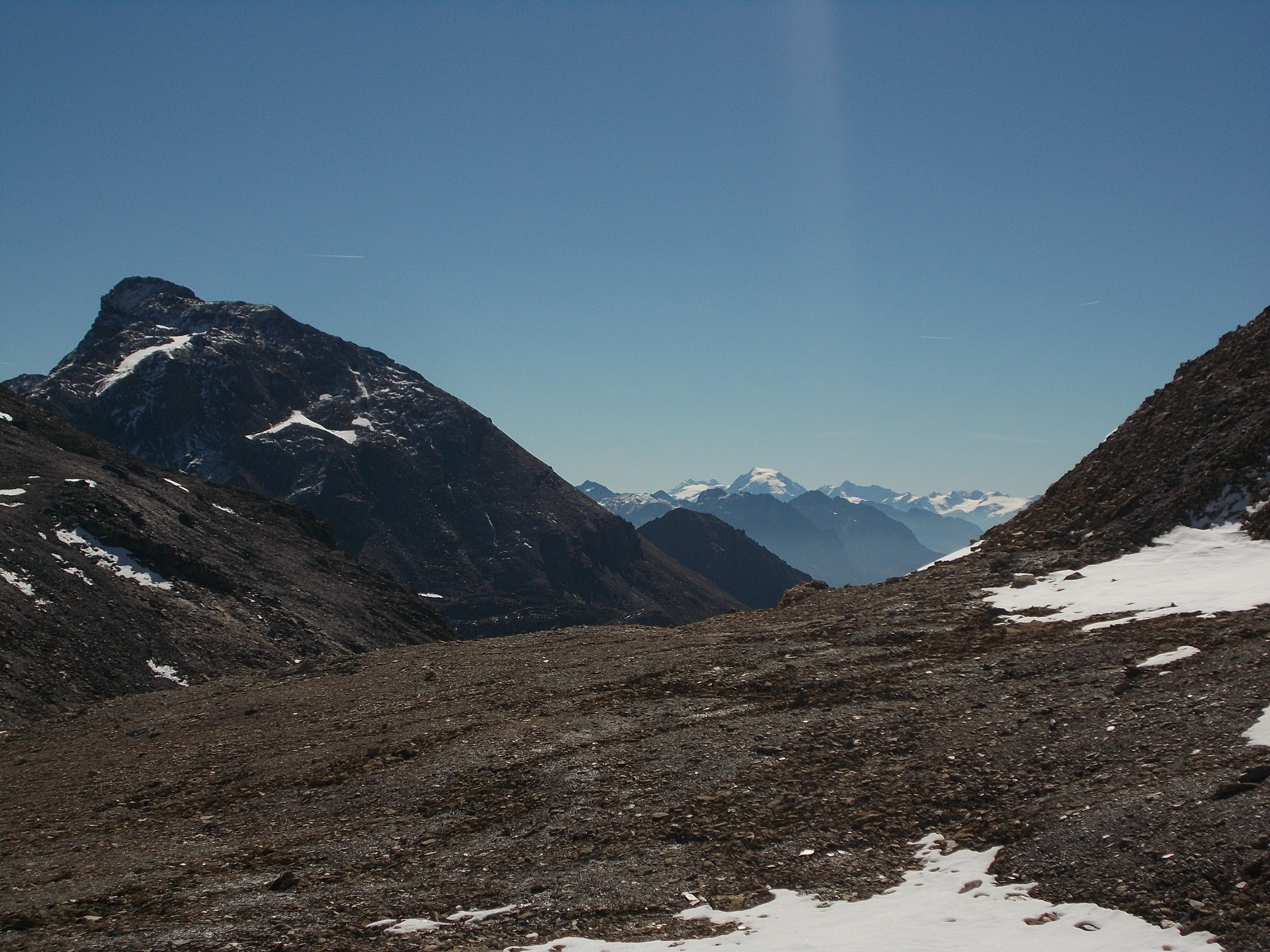
Piz Tasna (links), Monte Zebru, Ortler (hinten) vom Kronenjoch
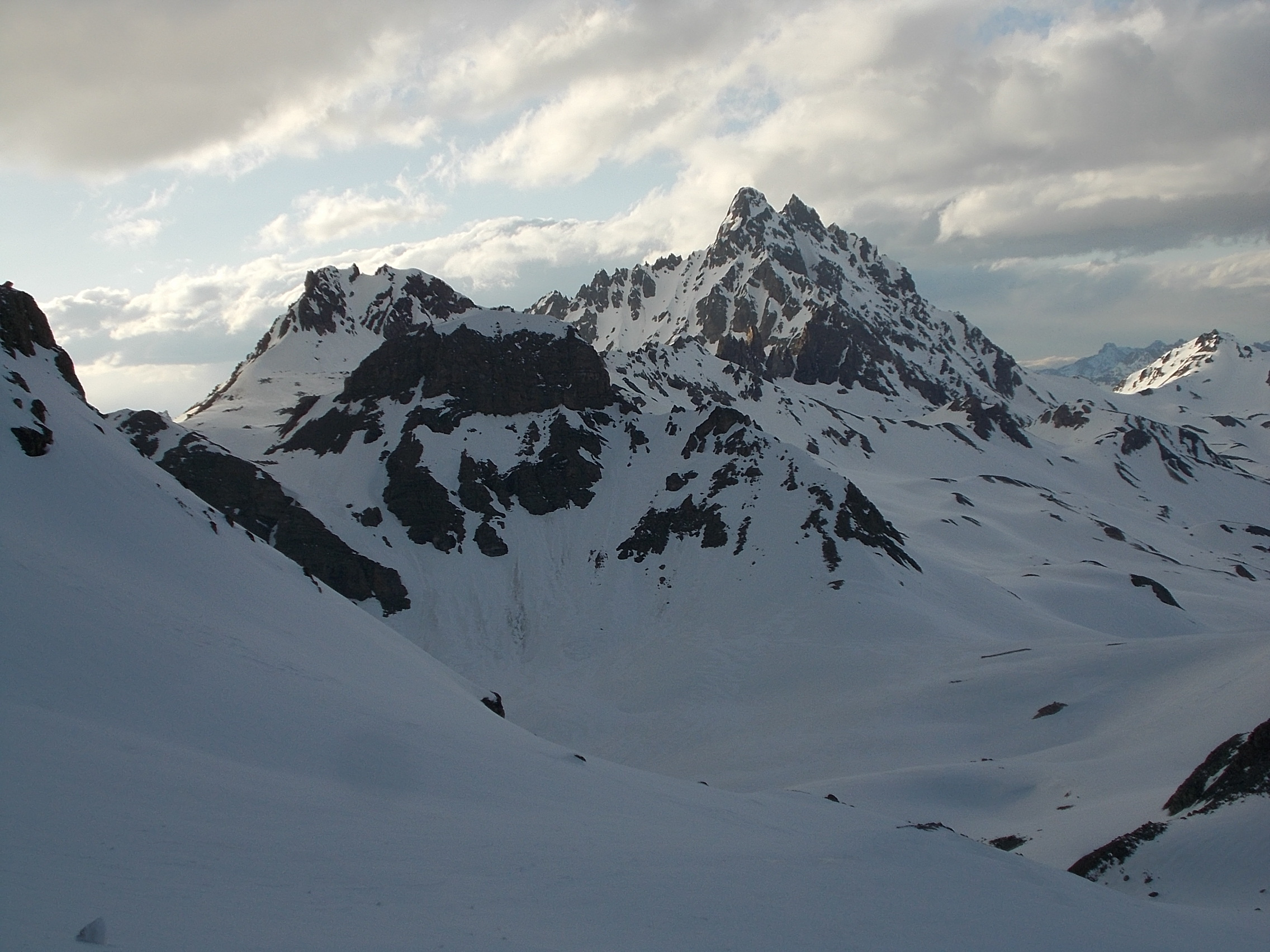
Blick beim Aufstieg zum Piz Tasna zu Krone, Fluchthorn, Pflunspitzen, Kaltenberg, Larainfernerspitze (Piz Larain)
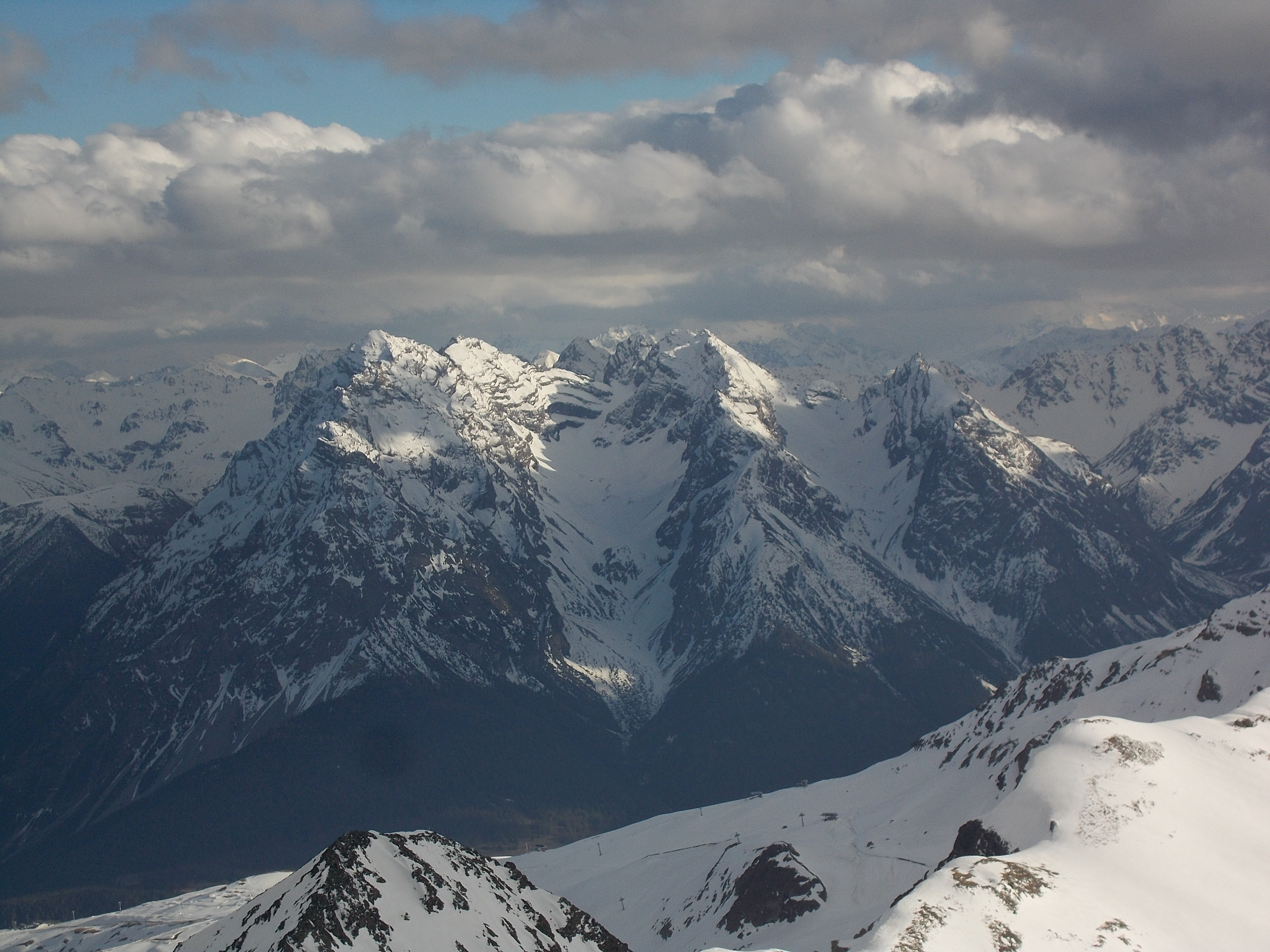
Blick vom Piz Tasna über das Unterengadin hinweg auf den Piz Pisoc (links). Im Vordergrund der Piz Nair 2996 m.
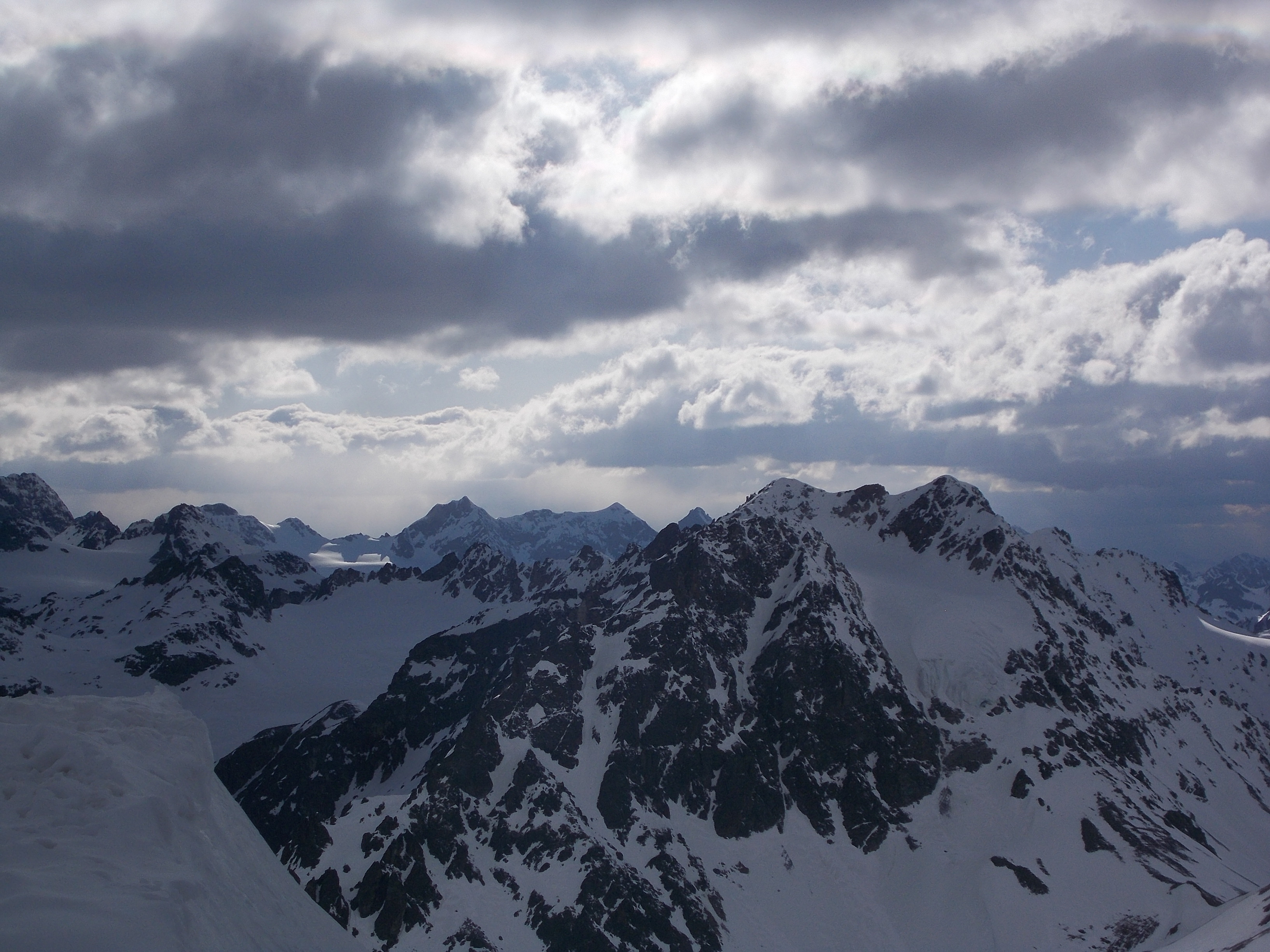
Blick vom Piz Tasna in die zentrale Silvretta mit Piz Buin (links) bis zum Augstenberg (rechts vorn)
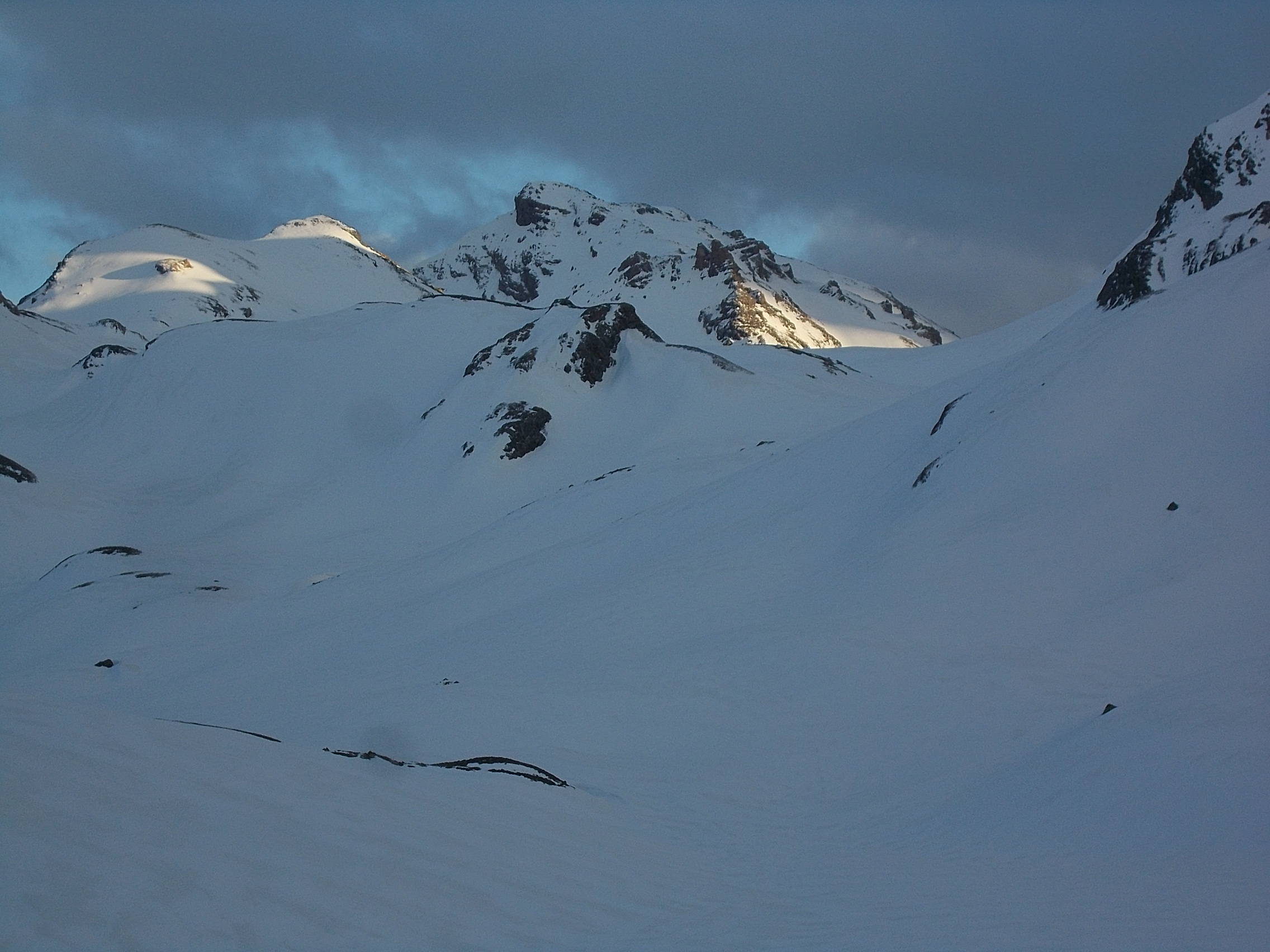
Piz Lavier 2984 m links in der Sonne, Piz Tasna rechts dahinter im Schatten.
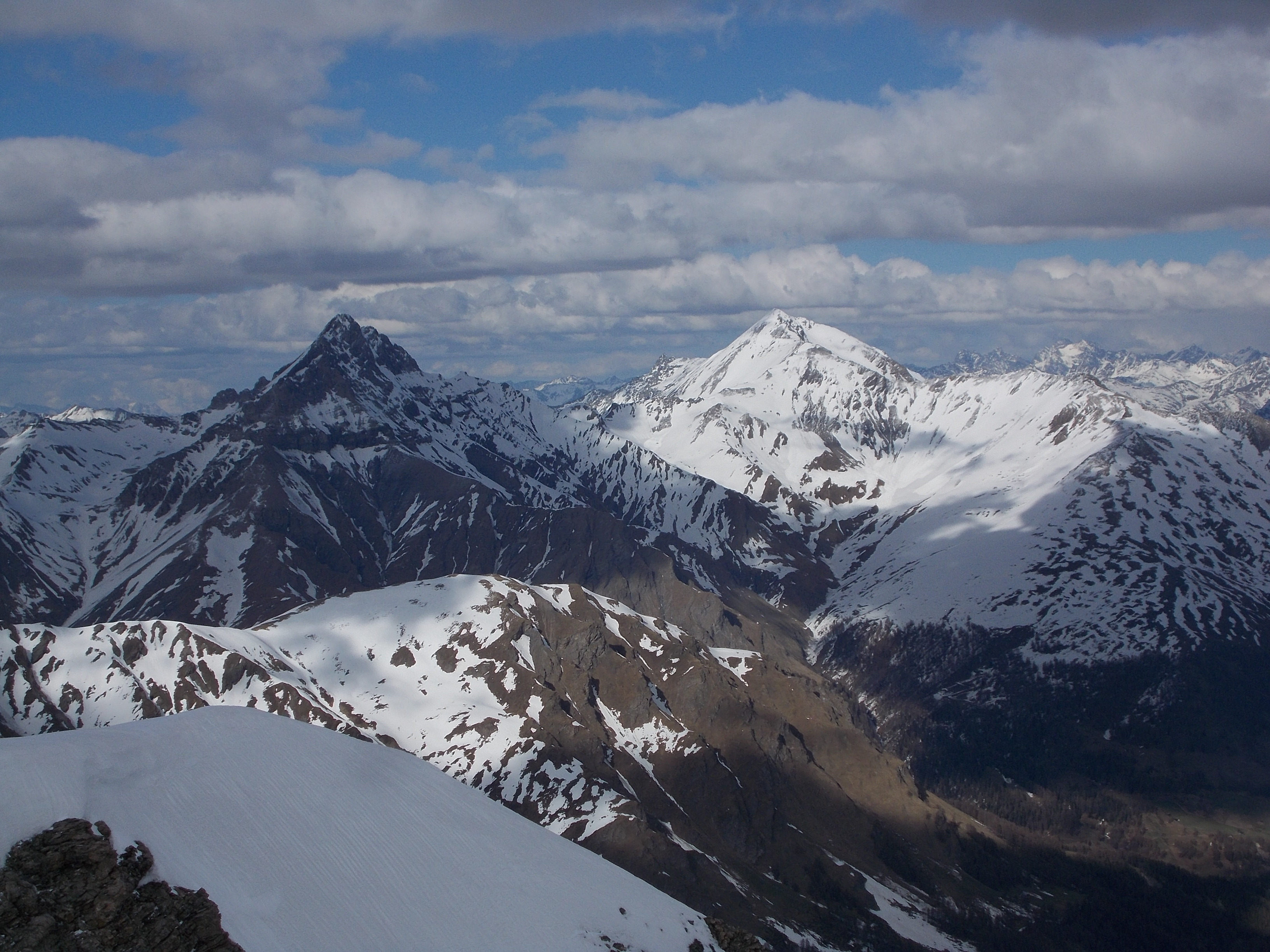
Blick nach Osten zu Stammerspitz und Muttler